# هند بن جبارة
هند بن جبارة هي ممثلة مغربية، ولدت بتاريخ 03-01-1992 بمدينة فاس لكنها كبرت وترعرعت في أوطاط الحاج.
 شاركت في العديد من الأعمال التلفزية والسينمائية.

## أعمالها
شاركت الممثلة هند بن جبارة في العديد من الأعمال السينمائية والتلفزيونة من بينها:
الأعمال السينمائية:
- 2013: الفيلم الوثائقي «عصفورة الوادي»
- 2018: فيلم سينمائي طويل «رقصة الرتيلاء»
- 2023: الفيلم  السينمائي «على الهامش»

الأعمال التلفزيونية:
- 2014: فيلم تلفزي «أمواج بحر»
- 2014: سيت كوم «تبدال المنازل»
- 2018: مسلسل «ولا عليك».[14]
- 2019: مسلسل «رضاة الوالدة».[4]
- 2019: الفيلم التلفزيوني «الخطيب».[15]
- 2020: مسلسل «ياقوت وعنبر».[16]
- 2020: مسلسل الإرث.
- 2021: سيتكوم كلنا مغاربة
- 2021: فيلم لبنى وعمي لخضر
- 2022: مسلسل لمكتوب
- 2023: سيتكوم خو خواتاتو
- 2024: مسلسل حرير الصابرة

## روابط خارجية
- هند بن جبارة على موقع IMDb (الإنجليزية)
- هند بن جبارة على موقع قاعدة بيانات الأفلام العربية